# Christian Meyer-Oldenburg

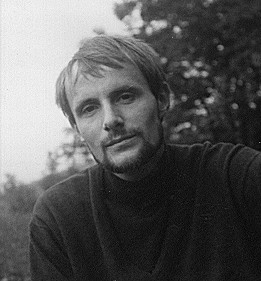
Christian Meyer-Oldenburg, ca. 1963

Christian Meyer-Oldenburg (* 13. Juni 1936 in Berlin; † 26. März 1990) war ein deutscher Science-Fiction-Autor.
Er war hauptberuflich Tiefbauingenieur, in seiner Freizeit schrieb er mehrere Bücher. Von ihm stammen zwei  SF-Romane und viele Erzählungen, durchgängig in einem üppig-eigenwilligen, teils dichterischen Stil verfasst. Alle diese Werke erschienen beim Heyne Verlag, München.

## Roman-Werke
- Stadt der Sterne. Heyne, Band 3252, 1. Auflage 1971
- Im Dunkel der Erde. Heyne, Band 3361, 1. Auflage 1973